# Atelier Totori: The Adventurer of Arland
Atelier Totori: The Adventurer of Arland (Japans: トトリのアトリエ ～アーランドの錬金術士 2～ Totori no Atorie: Ārando no Renkinjutsushi 2) is een Japanse Role-playing game ontwikkeld door het Japanse bedrijf Gust. Het spel kwam op 24 juni 2010 uit in Japan en 30 september 2011 in Europa voor de PlayStation 3. Op 29 augustus 2012 kwam er een port op de Playstation Vita genaamd Atelier Totori Plus: The Adventurer of Arland. Het spel is een Turn-based Role-playing game waarbij de speler en de vijand om de beurt acties mogen uitvoeren.
Atelier Totori is het 12e deel in de Atelier serie en het 2e deel in de Arland trilogy. Het is een directe opvolger van het vorige deel genaamd Atelier Rorona: The Alchemist of Arland en de voorganger van het volgende deel genaamd Atelier Meruru: The Apprentice of Arland. Alchemie speelt wederom een grote rol in het verloop van het spel.